# USS Winnebago (1863)
USS Winnebago був двобаштовим річковим монітором типу «Мілвокі», названим на честь племені віннебаго індіанців Сіуан, побудованим для ВМС Союзу під час Громадянської війни в США. 

## Історія служби
Корабель брав участь у битві при Мобіл-бей в 1864 році, під час якої він отримав легкі пошкодження, і під час бомбардувань фортів Гейнс і Морган, коли війська Союзу взяли в облогу укріплення, що захищали затоку. На початку 1865 року «Віннебаго» знову підтримав сили Союзу, коли вони атакували укріплення Конфедерації, які захищали місто Мобіл, штат Алабама.
Корабель залишили в резерві після закінчення війни і продали в 1874 році.